# Taff
Taff je řeka v jižním Walesu ve Spojeném království.

## Průběh toku
Vzniká soutokem dvou zdrojnic Malého (Taf Fechan) a Velkého Taffu (Taff Fawr) severně od města Merthyr Tydfil. Teče přibližně k jihu a přibírá přítoky Cynon a Rhondda. V místní části Llandaff vtéká na území města Cardiffu. Zde protéká několika parky, teče poblíž stadionu Millennium Stadium a vlévá se do uměle přehrazené Cardiffské zátoky Keltského moře.